# Masahiro Sukigara
Masahiro Sukigara (japonsky 鋤柄 昌宏, * 2. dubna 1966) je bývalý japonský fotbalista.

## Klubová kariéra
Hrával za Verdy Kawasaki, Urawa Reds a Fukushima FC.

## Reprezentační kariéra
S japonskou reprezentací se zúčastnil Mistrovství Asie ve fotbale 1988.